# Kartometria
Kartometria – dział kartografii zajmujący się metodami przeprowadzania i analizą dokładności pomiarów różnych obiektów i zjawisk geograficznych na mapach w celu wyznaczenia ich długości, powierzchni, objętości lub innych parametrów, z uwzględnieniem wpływu zniekształceń kartograficznych. Wykonywanie tych obserwacji jest możliwe dzięki osnowie matematycznej. Kartometrię stosuje się m.in. przy obliczaniu powierzchni państw i mórz.